# Morti nel 995
| Questa pagina contiene informazioni ricavate automaticamente dalle voci biografiche con l'ausilio del template Bio e di un bot. L'aggiornamento è periodico e automatico e ricostruisce completamente la pagina. Se manca una persona in questa lista, sei pregato di non aggiungerla, ma accertati piuttosto che la sua voce biografica contenga il template Bio e che i dati anagrafici siano correttamente compilati. Se il template Bio manca, inseriscilo tu stesso o, in alternativa, metti l'avviso {{tmp\|Bio}} che ne segnala la mancanza. Se i dati riportati sono sbagliati, correggi direttamente la voce biografica; le modifiche saranno visibili in questa lista entro pochi giorni. Per chiarimenti vedi il progetto biografie. La lista contiene solo le 15 persone che sono citate nell'enciclopedia e per le quali è stato implementato correttamente il template Bio. Pagina aggiornata al 18 apr 2025. |

- 6 marzo - Teodorico, nobile tedesco
- 16 maggio - Fujiwara no Michitaka, politico giapponese (n. 953)
- 23 agosto - Erberto d'Auxerre, vescovo franco
- 27 agosto - Gebardo di Costanza, vescovo e santo tedesco (n. 949)
- 28 agosto - Enrico II di Baviera, nobile tedesco (n. 951)
- 17 settembre - Ibn al-Nadim, bibliografo e storico arabo
- Bernardo I d'Armagnac, nobile francese
- Al-Daraqutni, giurista arabo (n. 918)
- Erberto II di Troyes, conte
- Fujiwara no Michitsuna no Haha, poeta giapponese (n. 935)
- García Fernández, conte
- Gerberga di Lorena, nobildonna tedesca
- Hákon Sigurðarson, re norrena
- Kenneth II di Scozia, re
- Mstidrag, sovrano obodrita